# Rockpages
Rockpages — веб-сайт и интернет-журнал, преимущественно ориентированный на музыкальные жанры рок и метал. Основной контент составляют рецензии альбомов, обзоры концертов, новости из мира музыки и интервью с музыкантами. Rockpages стал прародителем Rockmachine.gr (онлайн-радиостанции) и RockpagesTV.gr (онлайн-телевидения).
Rockpages был основан в феврале 2003 года. Изначально контент создавался небольшой группой людей, однако постепенно, завоевав доверие своих посетителей, сайт стал публиковать многочисленные обзоры и интервью на еженедельной основе.
Летом 2008 года появился новый логотип сайта. Рейтинг Alexa составил более 200 000 по миру и более 2000 по Греции. Ключевыми были интервью с Ian Gillan из Deep Purple, с Ronnie James Dio, с Cheap Trick, с Uriah Heep, с Tom Hamilton из Aerosmith, с Eric Singer из Kiss, с Desmond Child, с Toto и прочими. Несколько статей были переизданы на греческом Metal Hammer, в частности интервью с Alice Cooper 2006 года, и греческом Rock Hard. Интервью с Rockpages регулярно публикуют на главных рок и метал-порталах, как например Blabbermouth, Brave Words & Bloody Knuckles
, Melodic Rock и других.